# Pietro Antonio Zorzi
Pietro Antonio Zorzi (né le 7 novembre 1745 à Novogrado, près de Zara en Dalmatie, et mort le 17 décembre 1803 à Udine est un cardinal italien du XIXe siècle.

## Biographie
Zorzi est élu évêque de Ceneda en 1786 et archevêque d'Udine en 1792. Le pape Pie VII le crée cardinal lors du consistoire du 17 janvier 1803, mais meurt au mois de décembre de la même année.